# 圓月彎刀 (電視劇)
《圓月彎刀》（英語：Against the Blade of Honour）是香港電視廣播有限公司根據古龍所著的武俠小說《圓月彎刀》改編而拍攝製作的古裝武俠劇集，全劇共20集，監製蕭顯輝。

## 演員表

### 丁家
| 演員            | 角色   | 暱稱/關係 |
| 郭德信          | 丁 父  | 丁父 |
| 朱威廉 （童年） | 丁 鵬  | 圓月山莊莊主/神劍山莊莊主 外貌平平無奇 無命客棧老闆 青青之夫 丁文俊之父 秦可情之舊情人 柳若松之天敵 任天行之女婿 被荊無命挑戰 於第20集與任天行決鬥三日三夜後不知所終 |
| 古天樂          | 丁 鵬  | 圓月山莊莊主/神劍山莊莊主 外貌平平無奇 無命客棧老闆 青青之夫 丁文俊之父 秦可情之舊情人 柳若松之天敵 任天行之女婿 被荊無命挑戰 於第20集與任天行決鬥三日三夜後不知所終 |
| 梁小冰          | 青 青  | 丁鵬之妻 丁文俊之母 任天行之女 荊無命之好友 于第14集被荊無命刺傷雙眼 于第20集被荊無命醫治好雙眼 於第20集假扮任天行與丁鵬決鬥而被丁鵬誤殺                             |
| 梁文迪          | 丁文俊 | 丁鵬、青青之子 第20集出現 |
| 譚寶珊          | 靈 兒  | 圓月山莊丫鬟 |

### 忘憂島/魔教
| 演員   | 角色        | 暱稱/關係                                                             |
| 張 翼  | 任天行      | 明月教教主 / 忘憂島島主 青青之父 於第20集與丁鵬決鬥三日三夜後不知所終 |
| 梁小冰 | 青 青       | 任天行之女 在忘憂島出生 參見丁家                                      |
| 陳勉良 | 長 老/魔 徒 |                                                                       |
| 孫季卿 | 長 老/魔 徒 |                                                                       |
| 何美好 | 島 民/魔 徒 |                                                                       |
| 梁健平 | 阿 古       |                                                                       |
| 凌 漢  | 七 叔/魔 徒 |                                                                       |
| 黎秀英 | 三 嬸/魔 徒 |                                                                       |
| 陳寶靈 | 小 雲       |                                                                       |
| 溫雙燕 | 一農母      |                                                                       |

### 柳家
| 演員   | 角色   | 暱稱/關係                          |
| 張兆輝 | 柳若松 | 萬松山莊莊主 秦可情之夫 丁鵬之天敵 |
| 溫碧霞 | 秦可情 | 柳若松之妻 丁鵬之舊情人            |

### 其他演員
| 演員   | 角色           | 暱稱/關係                                                                                           |
| 朱健鈞 | 荊無命         | 挑戰丁鵬 青青之好友 暗戀謝小玉 于第14集刺傷青青雙眼 于第20集醫治好青青雙眼 于第20集成為無命客棧老闆 |
| 陳狄克 | 金總管         | |
| 鄭 雷  | 方傲天         | |
| 薛純基 | 點蒼大弟子     | |
| 呂劍光 | 楊管家         | |
| 蔣 克  | 開             | |
| 溫文英 | 旗             | |
| 張漢斌 | 得             | |
| 郭卓樺 | 勝             | |
| 黃 新  | 松 父          | |
| 余慕蓮 | 妓院東主       | |
| 黃成想 | 富 豪          | |
| 石 雲  | 武林人士       | |
| 梁明華 | 武林人士       | |
| 李海生 | 崆峒掌門       | |
| 虞天偉 | 天山掌門       | |
| 華忠男 | 華山掌門       | |
| 許堅信 | 胡恩德         | |
| 朱樂輝 | 馬大哥         | |
| 游 飈  | 飛             | |
| 陳展鵬 | 成             | |
| 余袁穩 | 無極上人       | |
| 薛純基 | 點蒼掌門       | |
| 陸希揚 | 崆峒派弟子     | |
| 湯俊明 | 恆山派弟子     | |
| 伍文新 | 崑崙派弟子     | |
| 張俊華 | 萬劍門弟子     | |
| 李成昌 | 百曉生         | |
| 麥嘉倫 | 倫             | |
| 葉振華 | 賣藝者         | |
| 蘇恩磁 | 峨嵋掌門       | |
| 徐廣林 | 恆山掌門       | |
| 何璧堅 | 青松子         | |
| 梁少狄 | 凌 虛          | |
| 麥子雲 | 玉 虛/武當掌門 | |
| 卓 凡  | 武當派弟子     | |
| 盧 剛  | 華山派弟子     | |
| 陸婉芬 | 峨嵋派弟子     | |
| 鄭瑞曉 | 點蒼派弟子     | |
| 王大偉 | 天山派弟子     | |
| 王 偉  | 謝曉峰         | |
| 關 菁  | 謝 昇          | |
| 沈星銘 | 百下人         | |
| 何掌君 | 百曉生（年青） | |
| 陳紹華 | 畢 正          | |
| 李 穎  | 謝小玉         | ("" 梁少霞"" 配音)                                                                                  |
| 譚一清 | 荊 父          | |
| 許實賢 | 將 軍          | |
| 黃煒林 | 阿 德          | |
| 王維德 | 神秘劍客       | |
| 曾燕婷 | 謝小玉（童年） | |
| 鄧泰和 | 武 士          | |
| 胡耀宗 | 少 年          | |
| 凌禮文 | 神 醫          | |
| 曹 濟  | 說書漢子       | |
| 梁婉靜 | 天美公主       | |
| 鄧汝超 | 小 二          | |

## 影碟發行
以下影碟發行由電視廣播(國際)有限公司授權：
香港發行代理商現代音像(國際)有限公司於2007年推出發行了《圓月彎刀》VCD影碟零售版本，此影碟將已播放的集數並製作成13隻碟版本，每隻碟跟電視劇的每集片長約60分鐘一樣，設有粵語及國語發音版本並配上繁體中文字幕。